# Pemasar
Pemasar is een bestuurslaag in het regentschap Sumbawa van de provincie West-Nusa Tenggara, Indonesië. Pemasar telt 1737 inwoners (volkstelling 2010).